# 小卡伊島
小卡伊島是印度尼西亞馬魯古省的島嶼，屬於卡伊群島的一部分，座標5°45′S 132°40′E / 5.750°S 132.667°E，東面有大卡伊島，面積399平方公里，地勢較大卡伊島平坦。
5°45′S 132°40′E / 5.750°S 132.667°E